# Martynovskij rajon
Il Martynovskij rajon, in russo Мартыновский район?, è un rajon dell'Oblast' di Rostov, nella Russia europea. Istituito nel 1935, il capoluogo è Bol'šaja Martynovka.